# Peristylus stenodon
Peristylus stenodon là một loài thực vật có hoa trong họ Lan. Loài này được (Rchb.f.) Kores mô tả khoa học đầu tiên năm 1989.